# Ludwig Müller (Ratsherr)

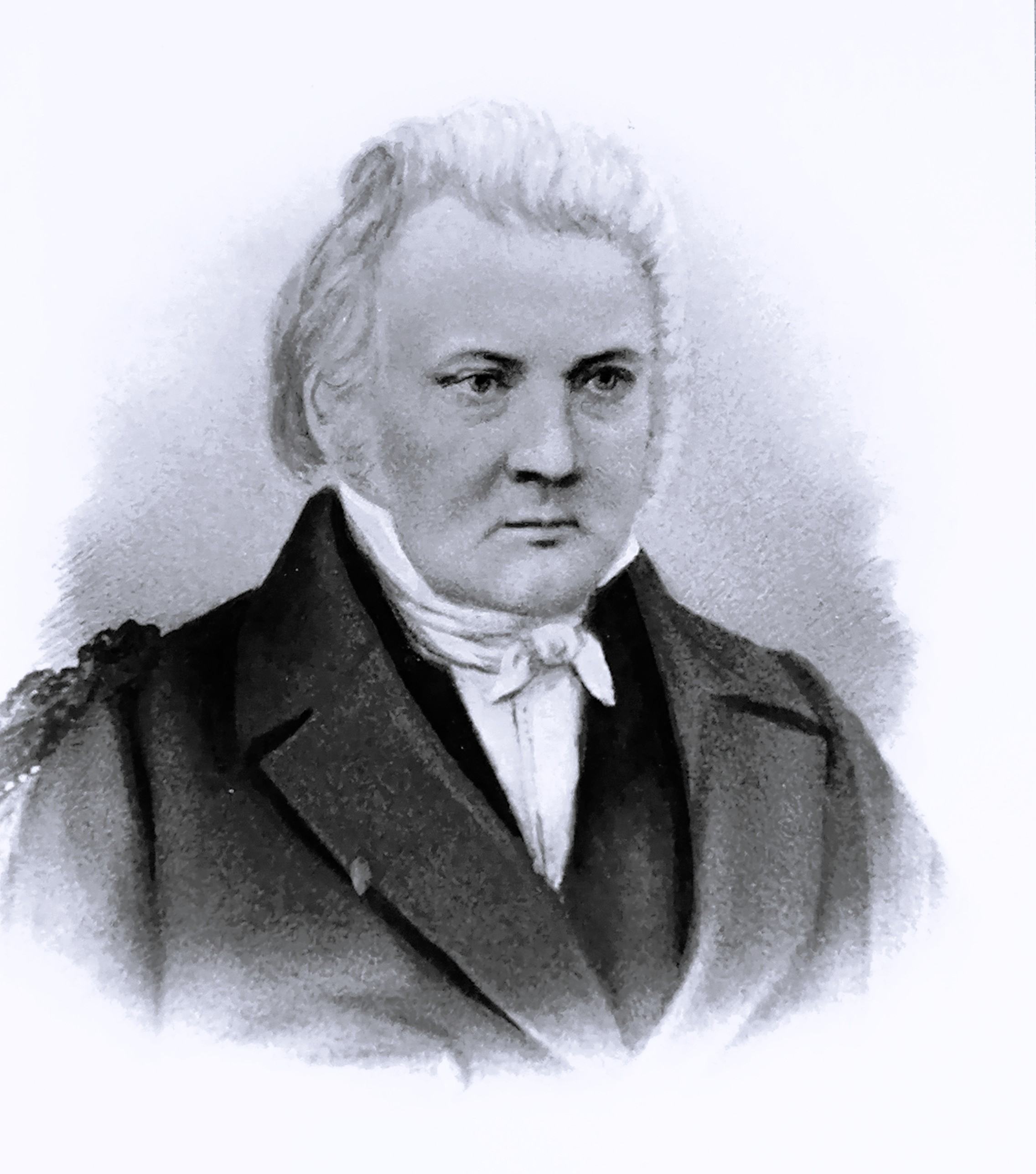
Ludwig Müller

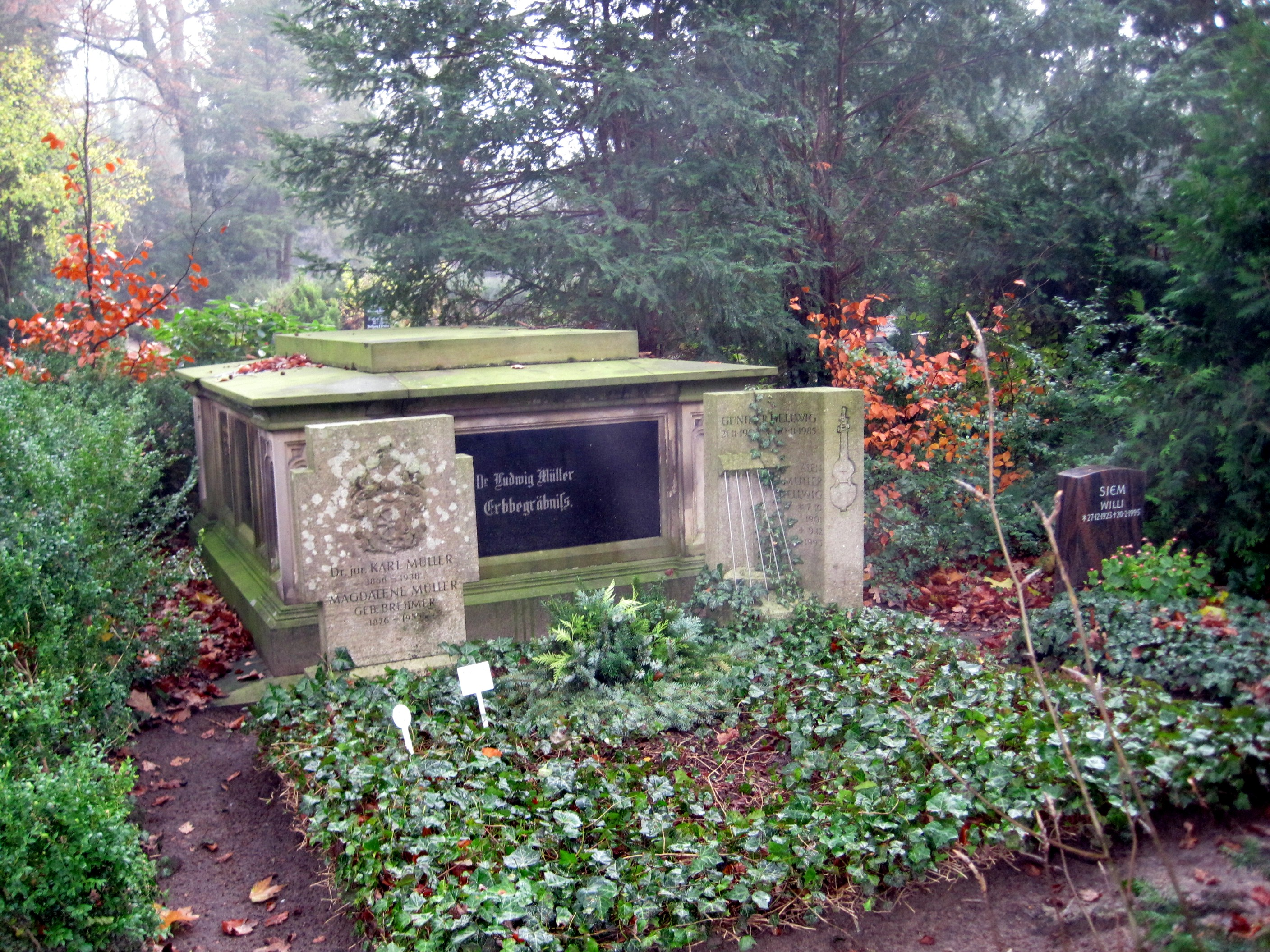
Grab auf dem Burgtorfriedhof

Ludwig Müller (* 8. April 1782 in Lübeck; † 17. April 1865 ebenda) war ein deutscher Kaufmann und Ratsherr der Hansestadt Lübeck.

## Leben
Müller war der Sohn des Kaufmanns und Lübecker Ratsherrn Georg Wilhelm Müller aus dessen zweiter Ehe. Er wurde 1818 als Ältermann der Nowgorodfahrer in den Rat der Stadt gewählt. 1820 heiratete er die Tochter des Ratsherrn Friedrich Nölting und löste damit in Lübeck eine Verfassungsdiskussion zwischen der Bürgerschaft und dem Rat über die Auslegung des Bürgerrezesses von 1669 als Grundlage der nach der Lübecker Franzosenzeit wiederhergestellten Staatsverfassung Lübecks aus. Nach den Bestimmungen des Bürgerrezesses sollte der Familieneinfluss im Lübecker Rat dadurch begrenzt werden, das Verwandte und Verschwägerte bis zu einem bestimmten Grad nicht gleichzeitig Sitz und Stimme im Rat haben durften. Im Kompromiss durften Müller wie Nölting im Senat verbleiben, aber dieser verpflichtete sich gegenüber der Bürgerschaft künftig auf die Einhaltung dieser Verfassungsgrundsätze stärker zu achten. Müller war im Rat 46 Jahre Mitglied der Kommission für Handlung und Schiffahrt und gehörte auch weiteren Kommissionen und Deputationen mit meist wirtschaftlichem oder fiskalischen Bezug an. Er erbat 1851 seine Entlassung aus dem Amt. Nach erster Zusage aus dem Rat, dem Entlassungsgesuch 1853 entsprechen zu wollen, wurde er 1852 gebeten, den Antrag zurückzunehmen. 1865 wurde ihm die Entlassung aus dem Rat auf seinen erneuten Antrag gewährt; er verstarb drei Wochen später.
Ludwig Müller wurde bei seinem Ausscheiden aus dem Rat die Gedenkmünze Bene Merenti der Stadt Lübeck verliehen.